# Friedrichshafen FF 29
Die Friedrichshafen FF 29 war ein deutsches Schwimmer-Aufklärungsflugzeug des Ersten Weltkriegs. Sie zählte zur Kategorie der sogenannten B-Typen, also den unbewaffneten Doppeldeckern.

## Entwicklung
Aufgrund der guten Erfahrungen, die die Kaiserliche Marine mit ihren seit Mai 1914 eingesetzten fünf Schwimmerflugzeugen FF 19 gemacht hatte, gab die Marineleitung bei der FF GmbH nochmals eine Bestellung über diesmal elf Stück in Auftrag. Am 15. August 1914 erweiterte sie diese um 20 Stück einer verbesserten Version, die mit dem leistungsstärkeren Motor Mercedes D II ausgerüstet werden sollte. Konstrukteur Theodor Kober vergrößerte bei dem Entwurf dafür lediglich die Spannweite und die Flügelfläche. Das erste Exemplar flog erstmals im November 1914 und ab Dezember wurden die ersten FF 29 an die Marine übergeben. Zwischenzeitlich war die Bestellung auf insgesamt 47 Stück erhöht worden, von denen sieben in einer zweiten Serie ein Argus-Triebwerk und die sich anschließende dritte Serie wiederum einen D II erhielten. Einige Flugzeuge wurden unter der Bezeichnung FF 29a auf der Kaiserlichen Werft in Wilhelmshaven gefertigt und mit schwächeren D-I-Antrieben mit 105 PS Startleistung und einem geänderten Leitwerk sowie anderen Schwimmern ausgestattet. Der Auftrag über drei Exemplare wurde später storniert, so dass bis zum September 1915 insgesamt 44 FF 29 und FF 29a gebaut worden sein könnten. Anhand der bekannten Marinenummern sind allerdings nur 30 sicher nachweisbar. Sie wurden von den entlang der Nord- und Ostsee angelegten Marinefliegerstationen aus eingesetzt oder dienten als Bordflugzeug auf Schiffen wie der Answald oder der Glyndwr. Nachfolger wurde die erfolgreiche FF 33.

## Aufbau
Die FF 29 war schon wie ihre Vorgängerin FF 19 ein verspannter, dreistieliger Doppeldecker mit viereckigem Rumpfquerschnitt und leicht gewölbter Rumpfoberseite. Die Schwimmer waren flachbödig und parallel zueinander angeordnet.

## Nachweisbare Baumuster
| Marinenummer | Version | Typ    | Antrieb | Anzahl |
| ------------ | ------- | ------ | ------- | ------ |
| 91–98        | FF 29a  | B      | D I     | 8      |
| 201–210      | FF 29   | B      | D II    | 10     |
| 212          | FF 29   |        | D II    | 1      |
| 290          | FF 29   | B      | As II   | 1      |
| 406–410      | FF 29   | B      | D II    | 5      |
| 411–415      | FF 29a  | B      | D I     | 5      |
| gesamt       | gesamt  | gesamt | gesamt  | 30     |

## Technische Daten
| Kenngröße                  | Daten                                         |
| -------------------------- | --------------------------------------------- |
| Besatzung                  | 2                                             |
| Spannweite                 | 16,30 m                                       |
| Länge                      | 10,40 m                                       |
| Flügelfläche               | 57,50 m²                                      |
| Leermasse                  | 928 kg                                        |
| Zuladung                   | 492 kg                                        |
| Startmasse                 | 1400 kg                                       |
| Antrieb                    | ein wassergekühlter Sechszylinder-Reihenmotor |
| Typ                        | Mercedes D II                                 |
| Startleistung Nennleistung | 129 PS (95 kW) 120 PS (88 kW) bei 1400/min    |
| Höchstgeschwindigkeit      | 95 km/h in Bodennähe                          |